# 페드루 1세 (브라질)
페드루 1세(포르투갈어: Pedro I, 1798년 10월 12일 ~ 1834년 9월 24일)는 포르투갈 왕국 왕실 출신으로 브라질 제국의 초대 황제이다(재위 1822년 ~ 1831년). 페드루 4세(포르투갈어: Pedro IV)의 이름으로 1826년 약 2개월간 포르투갈 왕국의 왕도 일시 겸하였다.
페드루 3세와 마리아 1세의 손자이며, 주앙 6세의 아들이다. 어머니 스페인의 카를로타 조아퀴나는 스페인의 카를로스 4세의 딸이다. 리스본에서 태어난 그는 왕실이 나폴레옹 전쟁의 참화를 피해 식민지 브라질로 피난가면서 1807년 말 브라질로 향하여 1808년 초부터 리우데자네이루에서 지냈다. 조모 마리아 1세가 리우데자네이루에서 세상을 떠나자 아버지가 주앙 6세로 포르투갈 브라질 알가르브 연합왕국의 왕으로 올랐고, 주앙 6세가 1821년 포르투갈로 귀국한 후에도 그는 계속 브라질에 머물러 있었다.
그 후 포르투갈 본국 의회에서 연합 왕국을 해체하고 브라질을 식민지의 지위로 되돌리려 하자 브라질인들이 반발하였고, 그는 이에 편승하여 1822년 9월 독립을 선언하고 브라질 제국의 초대 황제로 즉위했다. 즉위 초 국민들의 지지 열기가 높았으나, 내부의 대립으로 그 열기는 식어갔다. 대립을 진압하기 위해 전제주의적인 통치 방식을 택해 반발은 더욱 심해졌으며, 우루과이를 놓고 벌인 아르헨티나와의 전쟁에서 패해 1828년 우루과이의 독립을 승인하면서 인기가 더욱 떨어졌다. 그에 반대하는 대규모 폭동으로까지 발전하자 그는 1831년 불과 5세인 아들 페드루(페드루 2세가 됨)에게 제위를 물려주고 포르투갈로 돌아갔다.
한편 그는 아버지 주앙 6세가 1826년 3월 세상을 떠난 후 페드루 4세로 약 2개월간 포르투갈 왕국의 국왕을 겸했다. 브라질에 있으면서 왕위를 당시 불과 7세인 딸 마리아 다 글로리아에게 물려주기 위한 활동을 펼쳐 마리아 2세로 즉위할 수 있게 했다. 마리아가 어렸기 때문에 페드루의 동생 미겔이 섭정을 맡았던 가운데, 포르투갈로 돌아간 후로는 미겔의 왕위 찬탈 시도를 저지하기 위해 노력, 1834년 5월 미겔을 추방하여 그 뜻을 관철시켰다. 그 후 그 해 9월, 결핵으로 자신이 태어났던 켈루스 궁전에서 35세로 세상을 떠났다. 그의 삶은 전제적인 통치 스타일과 왕위 계승 문제로 시끄러웠지만, 예술을 옹호한 업적이 있으며, 1834년부터 왕정이 폐지될 때까지 포르투갈의 국가로 사용된 헌장 찬가의 작곡자이기도 했다.

## 자녀
| 사진 | 이름                | 생일            | 사망                   | 기타                    |
| ---- | ------------------- | --------------- | ---------------------- | ----------------------- |
|      | 마리아 2세          | 1819년 4월 4일  | 1853년 11월 15일(34세) | 왕위 계승. 슬하 7남 4녀 |
|      | 미겔                | 1820년 4월 26일 | 1820년 4월 26일        | 요절.                   |
|      | 주앙 카를루스       | 1821년 3월 6일  | 1822년 2월 4일         | 요절                    |
|      | 브라질의 자우리아나 | 1822년 3월 11일 | 1901년 3월 13일(79세)  |                         |
|      | 파울라              | 1823년 2월 17일 | 1833년 1월 16일        |                         |
|      | 브라질의 프란치스카 | 1824년 8월 2일  | 1898년 3월 27일(73세)  |                         |
|      | 페드루 2세          | 1825년 12월 2일 | 1891년 12월 5일(66세)  | 브라질의 황제.          |

## 같이 보기
- 브라질 제국의 국가